# Саксония-Заалфелд
Саксония-Заалфелд (на немски: Herzogtum Sachsen-Saalfeld) е ернестинско херцогство в Свещената Римска империя през 1680 – 1735 г. със столица Заалфелд.

## История
След смъртта на херцог Ернст I Благочестиви от Саксония-Гота на 26 март 1675 г. в Гота, княжеството е разделено през 1680 г. между неговите седем сина. Най-малкият му син Йохан Ернст (1658 – 1729) получава Саксония-Заалфелд. От 1680 до 1735 г. Заалфелд е резидентски град.
През 1735 г. най-голямата част от Саксония-Кобург отива към най-младата ернестинска линия Саксония-Заалфелд и се създава княжеството Саксония-Кобург-Заалфелд. На 15 декември 1806 г. Саксония-Кобург-Заалфелд заедно с другите ернестински княжества влиза в Рейнския съюз. На 12 ноември 1826 г. Саксония-Кобург-Заалфелд дава Саксония-Заалфелд на Саксония-Майнинген. Затова получава части от херцогството Саксония-Гота. Така се създава херцогството Саксония-Кобург и Гота като персоналунион на двете херцогства Саксония-Кобург и Саксония-Гота.

## Херцози
- Йохан Ернст (1675 – 1729)
- Христиан Ернст (1729 – 1735)